# Mont Hakamagoshi
Le mont Hakamagoshi (袴腰山, Hakamagoshi-yama) est une montagne culminant à 872 m d'altitude dans les monts Hidaka en Hokkaidō au Japon.